# L'uomo del futuro
L'uomo del futuro. Sulle strade di don Lorenzo Milani è un saggio di Eraldo Affinati.

## Storia editoriale
Pubblicato nel 2016, il libro è stato finalista al Premio Strega 2016 e vincitore del Premio Letterario Basilicata.

## Contenuto

### Struttura
Lo scritto è organizzato a capitoli alterni. il primo è una sorta di prologo, l'ultimo è invece una ricerca dell'autore che vorrebbe trovare degli spazi per la sua scuola per stranieri.
I capitoli su Lorenzo Milani sono in numerazione pari. Sono scritti in seconda persona perché l'autore parla con sé stesso mentre ricostruisce la figura del religioso, attraverso tutte le possibili testimonianze. I capitoli dispari sono invece ambientati in vari luoghi del mondo dove sembra che l'insegnamento di Don Milani abbia trovato un suo compimento rapportato ai luoghi e ai costumi. Questi capitoli sono più brevi (circa la metà) rispetto ai grossi capitoli in cui vengono descritte e commentate la vita e l'opera di Lorenzo Milani.

### I capitoli
1. Una pietra sullo strapiombo
2. Non son chi fui - Firenze
3. Accendere il fuoco - Gambia, 2012
4. Il giovin signore - Montespertoli
5. L'arca di Marzahn - Berlino, 2013
6. Pantera nera - Castiglioncello
7. L'ultimo maestro - Marocco, 2007
8. Nel mondo delle creazioni esclusive - Milano
9. Addio, addio, vita! - New York, 2010
10. Autoritratto con orecchie rosse - Firenze
11. Le biglie scheggiate - Pechino, 2010
12. Ferirsi e ferire - Firenze
13. Suor Teresa - Benares, 2003
14. L'ottavo sacramento - San Donato di Calenzano
15. Città degli angeli - Città del Messico, 2010
16. Tempo pieno - Barbiana
17. Il prezzo della vittoria - Volgograd, 2002
18. Il giorno glorioso - Firenze
19. The game is over - Hiroshima, 2005
20. L'uomo del futuro - Firenze
21. I miei preti - Roma, 2014

### La conclusione
Troppo giovane per aver conosciuto don Milani, l'autore sostiene che l'opera del Priore di Barbiana, oggi, nel XXI secolo, si dovrebbe trovare dove sono accolti i ragazzi stranieri provenienti dalle realtà più disparate e deprivate.
Nel capitolo I miei preti, l'autore, in cerca di soluzioni per la scuola di ragazzi stranieri da inserire e sostenere, va dai sacerdoti e rettori di parrocchie di tutta Roma chiedendo spazi didattici. Non trova nulla di concreto, solo ammirazione e belle parole per lui e per don Primo Mazzolari e don Lorenzo Milani.

## Edizioni
- Eraldo Affinati, L'uomo del futuro: sulle strade di don Lorenzo Milani, Mondadori, Milano 2016